# Đất sét kim loại

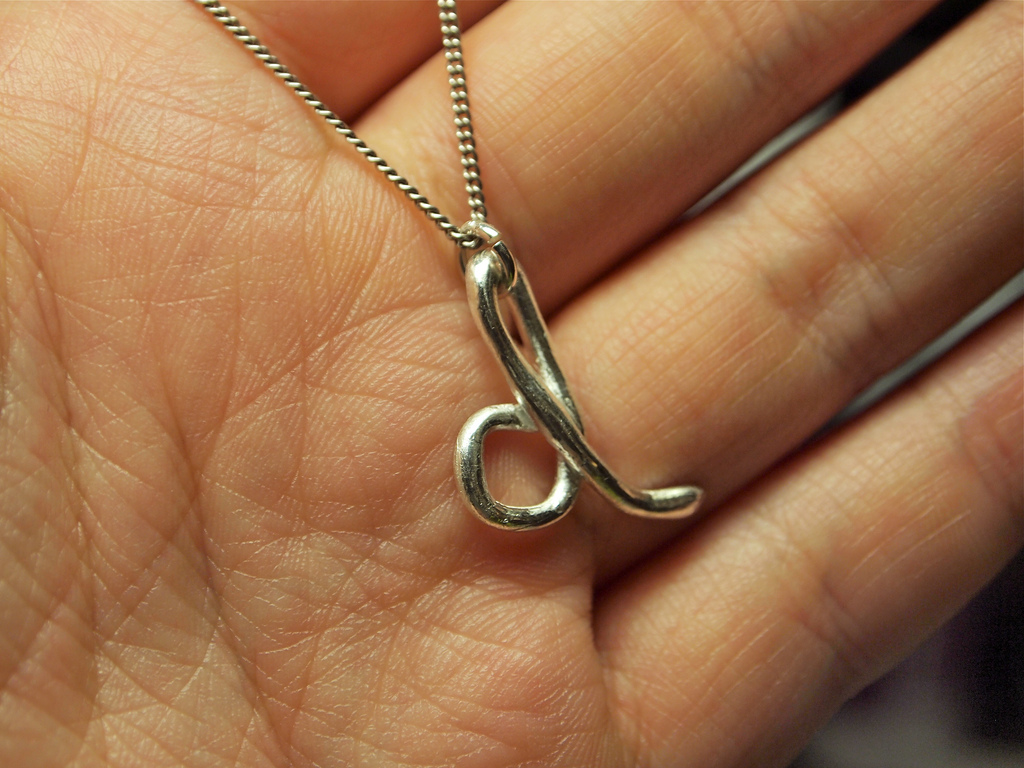
Mặt dây chuyền làm từ đất sét kim loại với bột vàng

Đất sét kim loại (metal clay) là một vật liệu trung gian trong thủ công, bao gồm những hạt rất nhỏ của kim loại như bạc, vàng, đồng thiếc hoặc đồng nguyên chất trộn với một chất kết dính hữu cơ và nước để dùng làm đồ trang sức, hạt cườm và các tác phẩm điêu khắc nhỏ. Có nguồn gốc từ Nhật Bản vào năm 1990, đất sét kim loại có thể được định hình giống như bất kỳ loại đất sét mềm nào khác, bằng tay hoặc sử dụng khuôn mẫu. Sau khi phơi khô, loại đất sét này có thể được nung bằng nhiều cách khác nhau như trong một lò nung, với một cái đèn khò cầm tay, hoặc trên bếp gas, phụ thuộc vào loại đất sét và các kim loại trong đó. Chất kết dính sẽ bị đốt cháy, chỉ còn lại kim loại nguyên chất được thiêu kết thành dạng rắn. Sự co rút vật liệu rơi vào khoảng từ 8% đến 30% (tùy thuộc vào sản phẩm được sử dụng). Hợp kim như đồng điếu, bạc 925 và thép cũng được sử dụng trong vật liệu.

## Lịch sử
Vật liệu đất sét kim loại đầu tiên xuất hiện tại Nhật Bản vào năm 1990 để cho phép các nhà chế tác đồ trang sức thủ công làm đồ trang sức có vẻ ngoài tinh vi mà không cần nhiều năm nghiên cứu học tập để có thể tạo ra những đồ trang sức đẹp.

## Đất sét kim loại bạc

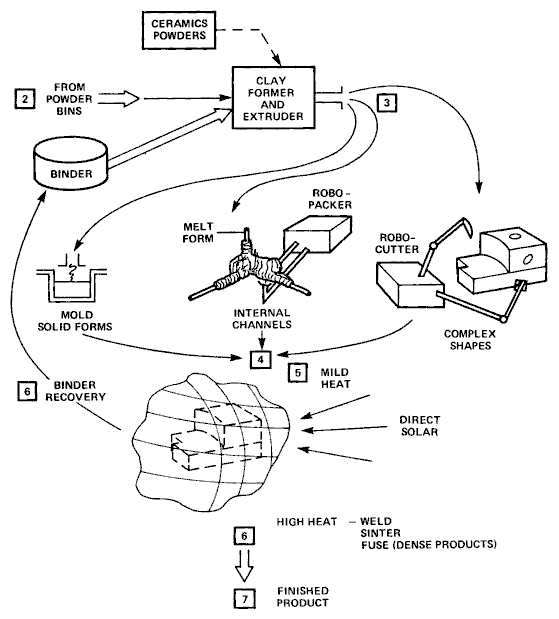
Đất sét kim loại và quá trình sản xuất gốm

Vật liệu đất sét kim loại bạc cho thấy kết quả trong các vật dụng chứa 99.9% bạc nguyên chất, phù hợp cho việc tráng men. Vật liệu đất sét kim loại dạng miếng được bán trong các gói kín để giữ ẩm và dễ dàng làm việc cùng. Các phiên bản kim loại bạc cũng có sẵn ở dạng nhão mềm hơn trong một ống bơm được bơm đầy từ trước, mà có thể được sử dụng để sản xuất các hình dạng có bước loại bỏ, với phần được loại bỏ ở dạng ống nhỏ, như các vật dụng mỏng và phẳng như chồng giấy, từ đó hầu hết độ ẩm được loại bỏ. Các thương hiệu thường gặp của đất sét kim loại bạc bao gồm Precious Metal Clay (PMC) và Art Clay Silver (ACS).

### Precious Metal Clay (PMC)
PMC được phát triển vào đầu những năm 1990 tại Nhật Bản do nhà luyện kim Morikawa Masaki. Là một sản phẩm thiêu kết ở pha rắn của một loại bột kim loại quý được dùng để tạo thành một vật bằng kim loại quý, có vật liệu bao gồm các hạt vi mô bạc nguyên chất hoặc bột vàng ròng và một chất kết dính hữu cơ không độc hại, hòa tan trong nước, bị đốt cháy trong quá trình nung. Lần thành công đầu tiên đạt được với vàng và sau đó tiếp tục với bạc. 
Nhãn hiệu PMC bao gồm những sản phẩm sau:
- Công thức ban đầu của PMC, bây giờ gọi là "tiêu chuẩn": nung tại 900 °C (1.650 °F) trong 2 giờ, co lại 30% trong khi nung.
- PMC+ & PMCflex: nung tại 900 °C (1.650 °F) trong 10 phút hoặc 800 °C (1.470 °F) trong 30 phút; co lại 15%, do một sự giảm kích thước hạt vật chất. PMC+ cũng có sẵn ở dạng tấm có thể làm việc được như giấy; ví dụ như với origami.
- PMC3: nung tại 599 °C (1.110 °F) trong 45 phút hoặc 699 °C (1.290 °F) trong 10 phút; co rút 10%. Nó cũng có thể được nung bằng một đèn khò butan đến khi nóng đỏ trong ít nhất 2 phút. Vật liệu này có độ bền cao hơn các công thức cũ. Nó cũng có sẵn ở dạng sệt và hồ nhão mà có thể quét lên bề mặt của một vật để sử dụng như một khuôn mẫu.
- Aura 22: một vật liệu mạ vàng 22 k, một hỗn hợp vàng dạng hồ nhằm sơn lên bề mặt các vật liệu bằng bạc PMC, hoặc các vật dụng bằng bạc làm sẵn.[4]
- PMC Pro: một sản phẩm cứng hơn, chỉ có 90% bạc, do đó nó không thể được xác nhận tiêu chuẩn như bạc 925. Nó cũng đòi hỏi nung lò trong một thùng than hoạt tính trong 1 giờ ở 760 °C (1.400 °F).
- PMC Sterling: được nung tại 815 °C (1.499 °F) và co rút 10-15%. Bởi vì hàm lượng đồng có trong công thức này, quá trình nung bao gồm hai bước; bước một là một quá trình nung có mở cửa lò và bước hai đòi hỏi một chảo nung với vật liệu than hoạt tính.

### Art Clay Silver (ACS)
ACS được phát triển bởi AIDA Chemical Industries, cũng là một công ty Nhật Bản. ACS dựa theo PMC tiêu chuẩn với vật liệu đất sét Art Clay Original (giống với PMC+ hơn PMC tiêu chuẩn), cho phép người sử dụng nung với một đèn khò cầm tay hoặc trên một ngăn giữ nóng bằng gas (gas hob). Do sự khác biệt tinh tế trong chất kết dính và thời gian nung gợi ý, loại đất sét này co rút ít hơn các phiên bản của PMC, chỉ khoảng 8–10%.
Các phát triển tiếp theo giới thiệu Art Clay Slow Dry, một vật liệu đất sét với thời gian làm việc lâu bền hơn. Art Clay 650 và Art Clay 650 Slow Dry sớm được tiếp nối; cả hai loại này đều có thể nung tại 650 °C (1.202 °F), cho phép người sử dụng kết hợp đất sét với thủy tinh và bạc 925, mà không gây ảnh hưởng tiêu cực bởi nhiệt độ cao hơn cần để nung các vật liệu đất sét thế hệ đầu tiên. AIDA cũng sản xuất Oil Paste, một sản phẩm chỉ dùng trên các vật đã nung làm từ đất sét kim loại hoặc bạc tốt được nghiền ra, và Overlay Paste, được thiết kế cho các bản thiết kế vẽ trên thủy tinh và đồ sứ.
Năm 2006, AIDA giới thiệu Art Clay Gold Paste, một cách kinh tế hơn để làm việc với vàng. Hỗn hợp hồ được quét lên vật đã nung làm từ đất sét bạc kim loại, sau đó nung lại trong một lò nung, hoặc với một cái đèn khò hoặc bếp gas. Khi nung, nó gắn kết với bạc, tạo nên một vật liệu vàng 22ct. Cùng năm, Art Clay Slow Tarnish cũng được giới thiệu, một vật liệu đất sét có tốc độ xỉn màu chậm hơn các loại đất sét kim loại khác.

## Các loại đất sét kim loại thường
Vật liệu đất sét kim loại đồng thiếc dạng miếng được giới thiệu năm 2008 bởi Metal Adventures Inc. và năm 2009 bởi Prometheus. Vật liệu đất sét kim loại đồng nguyên chất dạng miếng được giới thiệu năm 2009 bởi Metal Adventures Inc. và AIDA. Do chi phí thấp hơn, các vật liệu đất sét kim loại đồng được sử dụng rộng rãi bởi các nghệ nhân một cách thường xuyên hơn các loại đất sét kim loại vàng và bạc tại thị trường Mỹ. Do yêu cầu xác nhận tiêu chuẩn đặt ra ở Vương quốc Anh, các loại đất sét với đồng này không được coi là cao cấp. Thời gian chế tạo thực sự của một món đồ làm từ đồng cũng là lớn hơn nhiều so với các vật liệu từ bạc.
Các loại đất sét kim loại thường, như đồng thiếc, đồng nguyên chất và thép được nung một cách tốt nhất trong điều kiện không có oxy, để loại bỏ quá trình oxy hóa các kim loại của oxy trong khí quyển. Một phương tiện để thực hiện điều này - để đặt vật dụng trong than hoạt tính ở bên trong một hộp chứa - được phát triển bởi Bill Struve.

## Bột đất sét kim loại
Các loại đất sét kim loại cũng có ở dạng bột khô, với nó, ta có thể thêm nước để làm ẩm và nhào nặn để đạt được một khối đất sét nhất quán. Một lợi thế cho dạng bột là thời hạn sử dụng không giới hạn của họ. Sản phẩm đất sét kim loại bạc đầu tiên ở dạng bột được ra mắt vào năm 2006 là Silver Smiths' Metal Clay Powder. Trong những năm tiếp theo, các loại đất sét kim loại thường được Hadar Jacobson và Goldie World công bố có một số biến thể có chứa đồng, đồng thau và thậm chí cả thép.

## Hợp kim bạc 960
EZ960™ Sterling Silver Metal Clay là vật liệu đất sét kim loại với bạc 925 đầu tiên có thể lấy ngay ra khỏi bao bì để tạo hình, nung và hoàn thành mà không cần hai bước trộn nguyên liệu và không yêu cầu than. Vì loại đất sét này là với hợp kim bạc 925, một trong những thuộc tính tốt nhất của nó là sức bền sau khi nung, so với bạc tốt.
Vật liệu này được phát minh bởi Bill Struve từ Metal Adventures, người sáng chế ra BRONZclay™ và COPPRclay™. 
Loại đất sét này được nung với cửa lò mở trên một kệ lò gốm cứng ở 913, 2 giờ, đặt trên mặt phẳng, không yêu cầu than. Tỷ lệ hao hụt của nó nhỏ hơn so với các loại đất sét khác, khoảng 10-11%.
Các nghệ sĩ chế tác bằng đất sét kim loại tìm kiếm sự bền chắc ở trong các sản phẩm bạc của họ cũng có thể trộn đất sét PMC có bạc tốt với một lượng tương đương PMC Sterling. Quá trình nung hợp kim này sẽ diễn ra trong hai giờ với nhiệt độ lên đến 898 °C (1.648 °F).